# Ginsenósido
Los ginsenósidos o panaxósidos son una clase de compuestos químicos naturales de naturaleza esteroide, glucosídica y saponina triterpenoide. Los compuestos en esta familia se encuentran casi exclusivamente en el género de plantas Panax (ginseng), el cual tiene una larga historia de uso en la medicina tradicional lo que ha conducido al estudio farmacológico de los efectos de los compuestos presentes en el ginseng. Los ginsenósidos exhiben una amplia variedad de efectos biológicos sutiles y difíciles de caracterizar cuando son estudiados de forma aislada.
Los ginsenósidos pueden ser aislados de varias partes de la planta, típicamente de las raíces, y pueden ser purificados por columna de cromatografía. Los perfiles químicos de las distintas especies de Panax son distintos; a pesar de que el ginseng asiático, Panax ginseng, es el que ha sido más ampliamente estudiado debido a su uso en la medicina china tradicional,  hay ginsenósidos únicos presentes en el ginseng americano (Panax quinquefolius) y ginseng japonés (Panax japonicus). El contenido de ginsenósidos varía significativamente debido a los efectos medioambientales.

## Clasificación
Los ginsenósidos se nombran según el valor del factor de retardo en la cromatografía de capa delgada (TLC). Pueden ser, en términos generales, divididos en dos grupos, basado en el esqueleto de carbono de sus agliconas: la familia de los dammarano de cuatro anillos, el cual contiene la mayoría de ginsenósidos conocidos, y la familia de los oleananos. Los dammaranos puede ser a su vez subdivididos en dos grupos principales, los protopanaxadioles y protopanaxatrioles, con otros grupos más pequeños como el pseudoginsenósido F11 tipo-ocotilol y sus derivados.

## Biosíntesis
La biosíntesis de ginsenósidos no es enteramente caracterizada, aun así como esteroides estos derivan de rutas que conducen a la síntesis de unidades de isopreno. Una ruta propuesta convierte el escualeno a 2,3-oxidoescualeno mediada por la acción de la escualeno epoxidasa, en el punto en el que los dammaranos puede ser sintesizados a través de la dammarenediol sintasa, los oleananos a través de la beta-amirin sintasa, y las otras clases de moléculas, los fitoesteroles, a través de cicloartenol sintasa.

## Metabolismo
El ginseng se consume generalmente por vía oral como suplemento dietético, y por ello sus ginsenósidos pueden ser metabolizados por la flora intestinal. Este proceso varía significativamente entre individuos. En algunos casos los metabolitos de los ginsenósidos puede ser los compuestos biológicamente activos.

## Efectos biológicos
Numerosos estudios de los efectos biológicos de ginsenósidos ha sido realizados en cultivo celular o modelos animales y por ello su relevancia en la biología humana es desconocida. Se han estudiado efectos en el sistema cardiovascular, el sistema nervioso central, el sistema inmunitario, principalmente en roedores. También se han descrito efectos anti-proliferativos (citostáticos).
Se han sugerido dos mecanismos de acción que explican la actividad de los ginsenósidos, basado en su semejanza a las hormonas esteroides. Estas son moléculas anfipáticas y puede interaccionar cambiando las propiedades de la membranas de la célula Algunos ginsenósidos también han mostrado la particularidad de ser agonistas parciales de los receptores de hormonas esteroideas. Se desconoce cómo estos mecanismos producen los efectos biológicos de los ginsenósidos. Las moléculas tienen poca biodisponibilidad debido al metabolismo y la pobre absorción intestinal.